# Molly McQueen
Molly McQueen (nacida el 7 de marzo de 1987, Londres, Inglaterra) es una cantautora inglesa. Ella fue integrante de la banda británica The Faders, que fue más conocida por su sencillo "No Sleep Tonight". McQueen usó el nombre de Molly Lorenne durante su estadía en The Faders, hasta su disolución en el 2006.

## Carrera en solitario
McQueen actualmente se encuentra trabajando en su primera grabación como solista. McQueen regrabó el sencillo que usaron para la película Mi súper ex novia. McQueen también tuvo la posibilidad para escribir con Katie Melua para su primer álbum de McQueen, pero Perfect Circle fue grabado para Katie Melua y para su álbum del 2007, Pictures.
En el 2007, McQueen escribió dos canciones "Psycho Gorgeous" y "You Are Not The One" para su primer álbum debut. Estos fueron producidos y escritos por ella misma y Paul Barry y Mark Taylor. "Psycho Gergeous", más tarde fue mezclado por Future Freakz y fue lanzado en el verano del 2007 alcanzando el puesto #10 en el UK the Dance Charts del Reino Unido. La canción fue interpretada en muchos clubs en Europa y el Reino Unido.
McQueen ha trabajado con algunos compositores y productores para su siguiente álbum solista; entre los que se puede nombrar a Paul Harris, Julian Peake, Paul Barry, Marco Pirroni, Mark Taylor y el Metrophonic Team. McQueen también ha trabajado con la exintegrante de The Faders, su mejor amiga Cherisse Osei.

## Vida personal
McQueen es la hija de la modelo y presentadora Annabel Giles y el cantante de Ultravox Midge Ure. Sus padres se separaron cuando ella tenía tres años. Tiene tres hermanastras y un mediohermano, todos son más jóvenes que ella.